# Mao Cetungov mavzolej
Spominska dvorana predsednika Maa (poenostavljeno kitajsko: 毛主席纪念堂; tradicionalno kitajsko: 毛主席紀念堂; pinjin: Máo Zhǔxí Jìniàn Táng), znana tudi kot Mao Cetungov mavzolej, je zadnje počivališče Maa Cetunga, ki je med kitajsko državljansko vojno postal vodja Kitajske komunistične partije in to funkcijo opravljal do svoje smrti leta 1976. V notranjosti je javno razstavljeno Maovo balzamirano telo.
Gradnja spominske dvorane se je začela kmalu po njegovi smrti. Stoji sredi Trga nebeškega miru v Pekingu na mestu nekdanjih Kitajskih vrat, južnih (glavnih) vrat cesarskega mesta v času dinastij Ming in Čing.

## Ozadje
Mao je podpisal zavezo, da bo kremiran, v skladu z načeli Komunistične partije.(str.511) Njegovo telo je bilo namesto tega ohranjeno in je razstavljeno v Spominski dvorani. Zgodovinsko soglasje je, da ni zanesljivih zapisov, ki bi dokazovali, kako je vodstvo stranke sprejelo odločitev o ohranitvi njegovega telesa.

## Zgodovina
Gradnja spominske dvorane se je začela kmalu po Maovi smrti 9. septembra 1976. 14. septembra 1976 je kitajska državna komisija za načrtovanje organizirala oblikovalce iz več kot desetih enot iz osmih provinc in mest na Kitajskem, da bi se zbrali v hotelu Čjanmen v Pekingu, da bi začeli z izbiro lokacije in načrtovanjem načrtov za spominsko dvorano predsednika Maa. Vodilno skupino za načrtovanje in oblikovanje so sestavljali Džao Pengfei, Juan Džingši, Šen Bo itd., ki so sodelovali pri oblikovanju iz Kitajske akademije za gradbene raziskave, Pekinškega mestnega urada za načrtovanje, Pekinškega mestnega inštituta za arhitekturno oblikovanje in raziskave, Univerze Cinghua, Univerze Tiandžin, Šanghajskega mestnega inštituta za civilno arhitekturno oblikovanje, Inštituta za arhitekturno oblikovanje in raziskave province Guangdong, Mestnega inštituta za arhitekturno oblikovanje in raziskave Guangdžov, Inženirskega inštituta Nandžing, Kitajskega arhitekturnega inštituta za severozahodno arhitekturo in raziskave, Provinčnega inštituta za arhitekturno oblikovanje in raziskave Liaoning, Provinčnega inštituta za arhitekturno oblikovanje in raziskave Heilongdžjang ter Inštituta za načrtovanje in raziskave osnovnega gradbenega inženirskega inženirskega korpusa Kitajske ljudske osvobodilne vojske. Po študiji, ki so jo izvedli strokovnjaki in pristojni voditelji, je bilo ugotovljeno, da so boljše možnosti lokacije Dišeči hribi, Trg nebeškega miru in Džingšan.
8. oktobra 1976 je bil izdan sklep Centralnega komiteja Komunistične partije Kitajske, Stalnega odbora Nacionalnega ljudskega kongresa, Državnega sveta Ljudske republike Kitajske in Centralne vojaške komisije o ustanovitvi spominske dvorane za predsednika Mao Cetunga, velikega voditelja in učitelja.
15. oktobra 1976 je Pekinški inštitut za arhitekturno načrtovanje in raziskave ustanovil Skupino za načrtovanje in oblikovanje spominske dvorane predsednika Maa. 6. novembra 1976 je Politično urad Centralnega komiteja Komunistične partije Kitajske pregledal načrt. 9. novembra 1976 je bilo ustanovljeno poveljstvo projekta, katerega glavni poveljnik je bil Li Ruihuan, takratni namestnik direktorja Pekinškega mestnega gradbenega odbora. Deveta pisarna državnega sveta ("Deveta pisarna") je bila ustanovljena posebej za koordinacijo gradnje, podpredsednik vlade Gu Mu pa je bil odgovoren za vodenje devete pisarne in gradnjo spominske dvorane. Šjao Jang, nekdanji direktor pekinške steklarne in Han Boping, nekdanji podžupan Pekinga, sta bila člana devete pisarne in skupaj sta bila odgovorna za delo skupine za opremo spominske dvorane predsednika Maa. 24. novembra 1976 je Politični urad Centralnega komiteja Komunistične partije Kitajske dokončno oblikoval načrt za spominsko dvorano predsednika Maa in položil temeljni kamen. Hua Guofeng, takratni predsednik Centralnega komiteja Komunistične partije Kitajske, premier državnega sveta in predsednik Centralne vojaške komisije, se je udeležil slovesnosti ob začetku gradnje in položil temeljni kamen za spominsko dvorano.
Pri načrtovanju in gradnji spominske dvorane so sodelovali ljudje z vse Kitajske, pri čemer je 700.000 ljudi iz različnih provinc, avtonomnih regij in narodnosti opravljalo simbolično prostovoljno delo. V celotni stavbi so bili uporabljeni materiali z vse Kitajske: granit iz province Sečuan, porcelanasti krožniki iz province Guangdong, borovci iz Janana v provinci Šaanši, semena Serratula tinctoria iz gorovja Tjanšan v avtonomni regiji Šindžjang, zemlja iz potresno prizadetega Tangšana, barvni kamenčki iz Nandžinga, mlečni kremen iz gorovja Kunlun, borovi hlodi iz province Džjangši in vzorci kamnin z Mount Everesta.
24. maja 1977 je bila gradnja končana. 22. avgusta 1977 so delegati 11. nacionalnega kongresa Komunistične partije Kitajske obiskali Mao Cetugove posmrtne ostanke, istega dne pa je bilo objavljeno sporočilo za javnost 1. plenarnega zasedanja 11. centralnega komiteja Komunistične partije Kitajske. 31. avgusta 1977 je jugoslovanski predsednik Josip Broz Tito obiskal spominsko dvorano predsednika Maa, da bi občudoval posmrtne ostanke Mao Cetunga. 9. septembra 1977 so Centralni komite Komunistične partije Kitajske, Stalni odbor Nacionalnega ljudskega kongresa, Državni svet in Centralna vojaška komisija na Severnem trgu spominske dvorane predsednika Maa priredili slovesnost »Spomin na prvo obletnico smrti velikega voditelja in mentorja, predsednika Maa, in inavguracijo spominske dvorane predsednika Maa«. Od takrat so se predstavniki vseh provinc, avtonomnih regij in občin, ki so neposredno pod centralno vlado, prišli poklonit spominu.
Spominska dvorana je bila leta 1997 devet mesecev zaprta zaradi prenove, preden so jo ponovno odprli 6. januarja 1998. Po tem je Centralni komite Komunistične partije Kitajske tukaj priredil spominske dejavnosti ob 90., 100., 110. in 120. obletnici rojstva Mao Cetunga.

## Zasnova
Zasnova stavbe naj bi vključevala tradicionalno kitajsko estetiko, ne da bi se pri tem sklicevala na teme cesarskih grobnic. Gu Mu je arhitektom naročil, naj zasnova slavi revolucionarne dosežke.
Mavzolej vključuje materiale z vse Kitajske.

## Skulpture
V severni dvorani je alabastrni sedeči kip predsednika Mao Cetunga. Predsednik centralnega komiteja Komunistične partije Kitajske Hua Guofeng, podpredsednik Je Džjanjing in drugi osrednji voditelji so osebno pregledali osnutek in izbrali načrt za kip. Pri ustvarjanju kipa sta bili vedno dve možnosti za sedečo figuro, s prekrižanimi nogami ali brez njih. Centralna vlada se je odločila za možnost prekrižanih nog. Po izdelavi kipa se je nekomu zdelo, da je kip s prekrižanimi nogami živahen in prijazen, vendar se ni dobro ujemal s slovesnim vzdušjem spominske dvorane. Centralni komite je preučil in razpravljal o teh stališčih ter se odločil, da bo obnovil kip s ploščatimi nogami, ki bo nadomestil tistega s prekrižanimi nogami. Vendar je bila izvedba te odločitve zelo okorna in Deng Šjaoping se je na koncu odločil, da ga ni treba zamenjati, zato je kip ostal s prekrižanimi nogami.
Na trgu so štiri kiparske skupine, vse so narejene iz gline, ena na vsaki strani vzhodne in zahodne strani glavnih vrat na severu in ena na vsaki strani vzhodne in zahodne strani zadnjih vrat na jugu. Kip na vzhodni strani severnih vrat prikazuje demokratično revolucijo. Kip na zahodni strani severnih vrat predstavlja socialistično revolucijo in industrijsko gradnjo. Kipa na obeh straneh južnih vrat predstavljata dediščino oporoke in nadaljevanje revolucije.